# Gerhard Körner
Gerhard Körner (* 20. září 1941 Cvikov) je bývalý východoněmecký fotbalista, záložník. Po skončení aktivní kariéry působil jako trenér,

## Fotbalová kariéra
V východoněmecké oberlize hrál za Vorwärts Berlin, nastoupil ve 276 ligových utkáních a dal 50 gólů. S týmem Vorwärts Berlin vyhrál pětkrát východoněmeckou oberligu a v roce 1970 východoněmecký fotbalový pohár. V Poháru mistrů evropských zemí nastoupil v 17 utkáních a dal 2 góly a v Poháru vítězů pohárů nastoupil v 6 utkáních. Za reprezentaci Východního Německa (NDR) nastoupil v letech 1962–1969 ve 33 utkáních a dal 4 góly. Reprezentoval Německo na LOH 1964 v Tokiu, nastoupil v 5 utkáních a získal s týmem bronzové medaile za 3. místo.

## Ligová bilance
| Ročník          | Zápasy | Góly |                     |
| --------------- | ------ | ---- | ------------------- |
| I. liga 1961/62 | 38     | 6    | ASK Vorwärts Berlin |
| I. liga 1962/63 | 25     | 11   | ASK Vorwärts Berlin |
| I. liga 1963/64 | 26     | 6    | ASK Vorwärts Berlin |
| I. liga 1964/65 | 26     | 4    | ASK Vorwärts Berlin |
| I. liga 1965/66 | 21     | 1    | Vorwärts Berlin     |
| I. liga 1966/67 | 25     | 5    | Vorwärts Berlin     |
| I. liga 1967/68 | 26     | 4    | Vorwärts Berlin     |
| I. liga 1968/69 | 24     | 3    | Vorwärts Berlin     |
| I. liga 1969/70 | 25     | 4    | Vorwärts Berlin     |
| I. liga 1970/71 | 22     | 4    | Vorwärts Berlin     |
| I. liga 1971/72 | 10     | 1    | Vorwärts Frankfurt  |
| I. liga 1972/73 | 8      | 1    | Vorwärts Frankfurt  |
| CELKEM I. liga  | 276    | 50   |                     |